# 邵风

邵风

邵风（1920年5月—2004年8月），原名杨方琅，曾用名杨坤琅（杨堃琅），男，山东牟平人，中华人民共和国政治人物，曾任云南省革命委员会副主任，云南省人民政府副省长。